# کونیگسهاین-ویدراو
کونیگسهاین-ویدراو (به آلمانی: Königshain-Wiederau) یک شهر در آلمان است که در میتل‌زاکسن واقع شده‌است. کونیگسهاین-ویدراو  ۲٬۹۷۶ نفر جمعیت دارد.